# Asura amabilis
Asura amabilis är en fjärilsart som beskrevs av Rothschild och Jordan 1901. Asura amabilis ingår i släktet Asura och familjen björnspinnare. Inga underarter finns listade i Catalogue of Life.